# Cabane Giovanni Gnifetti
La cabane Giovanni Gnifetti est un refuge alpin, situé dans la haute vallée du Lys, dans la commune de Gressoney-La-Trinité, sur le versant italien du mont Rose, à 3 648 mètres d'altitude.

## Histoire
Le premier refuge situé sur la crête rocheuse entre le glacier du Garstelet et le glacier du Lys était un petit bivouac, inauguré le 15 octobre 1876. Il fut élargi à la fin du XIXe siècle, reconstruit en 1907 et élargi à nouveau en 1937. La structure actuelle, renouvelée à l'occasion du centenaire de la section de Varallo Sesia du Club alpin italien a été réalisée en 1967.
Ce refuge porte le nom de Giovanni Gnifetti, curé d'Alagna Valsesia et alpiniste, auteur de la première ascension d'un des plus hauts sommets du massif du Mont Rose, en 1842, qui aujourd'hui porte son nom (pointe Gnifetti, ou Signalkuppe), sur lequel est située la cabane Reine-Marguerite, le plus haut refuge d'Europe.

## Caractéristiques et informations
Ce refuge dispose de 176 lits, dont 12 sont disponibles aussi en hiver. Il est ouvert du jour de Pâques jusqu'au mois de septembre.

## Accès
On peut rejoindre la cabane en une heure et demie environ à partir de la télécabine Alagna Valsesia-Pointe Indren (3 257 mètres), à travers le glacier d'Indren, celui du Garstelet et le refuge Ville de Mantoue (3 498 mètres).

## Ascensions
- Balmenhorn - 4 167 mètres, siège du Christ des sommets et du bivouac Felice Giordano - 2 heures
- Tête noire - 4 322 mètres - 2 heures et 40 minutes
- Ludwigshöhe - 4 342 mètres, 2 heures et 30 minutes
- Liskamm oriental - 4 527 mètres, 4 heures
- Pyramide Vincent - 4 215 mètres, 2 heures
- Pointe Dufour - 4 634 mètres, 6 heures
- Pointe Giordani - 4 046 mètres, 2 heures
- Pointe Gnifetti - 4 559 mètres, où se situe la cabane Reine Marguerite - 4 heures
- Pointe Parrot - 4 436 mètres, 3 heures et demie
- Pointe Zumstein - 4 563 mètres, 4 heures

## Traversées
- Refuge Mont Rose - 2 795 mètres, par le col du Lys (4 248 mètres) - 5 heures et demie
- Refuge Quintino Sella au Félik - 3 585 mètres, par le Nez du Liskamm (4 272 mètres) - 5 heures

## Curiosités
Près du refuge Gnifetti se trouve la chapelle Notre-Dame-des-Neiges, où la messe est célébrée tous les premiers dimanches d'août. C'est l'édifice religieux le plus élevé d'Europe.